# Oliver Spasovski
Oliver Spasovski (Em cirílico: Оливер Спасовски; 21 de outubro de 1976) foi Primeiro-ministro da Macedónia do Norte desde 3 de janeiro de 2020 a 30 de agosto de 2020. Spasovski foi Ministro de Relações Internacionais. Ele é secretário geral do partido União Social-Democrata da Macedónia.